# Bobbysocks
Bobbysocks, (eng.: ankelstrumpor), var en norsk pop- och schlagerduo åren 1983–1988, bestående av de norska sångerskorna Elisabeth Andreasson (sedan 1994 Andreassen) och Hanne Krogh.

## Historik
Bobbysocks bildades 1983 och bestod av Elisabeth Andreasson, då 25 år, och Hanne Krogh, då 27. Tjejerna träffades för första gången vid meloditävlingen "Knokke Cup" i Belgien. Hanne Krogh hade länge haft en idé om en duo. Två tjejer som skulle sjunga lite 1950-talsmusik ihop, men hon hade ännu inte hittat någon "partner". Så när Krogh såg Elisabeth Andreasson i Knokke-festivalen fastnade hon direkt. Kort därefter ringde hon till Andreasson och frågade om intresse fanns och duon Bobbysocks bildades. 
I mitten av 1984 släpptes deras första album, Bobbysocks, i Norge och blev en stor succé. 
1985 blev gruppen omåttligt populär i Norge när de vann Norsk Melodi Grand Prix (Norges uttagning till Eurovision Song Contest) med låten "La det swinge" och kort därefter segrade de också i Eurovision Song Contest 1985 i Göteborg i Sverige. Deras album släpptes på nytt över hela Europa och de blev mycket populära. Deras skivor såldes i stor omfattning och de åkte på turnéer.  De gjorde en enorm succé med en show i Moskva och turnerade länge och framgångsrikt i bland annat Australien. Förutom framträdanden i Norge och Sverige genomförde de en Europaturné som gav gruppen bra recensioner.
I maj 1986 kom albumet Waiting for the Morning. Premiärframträdandet med låtar från albumet blev på den norska grammisgalan, Spellemannprisen, och det blev en stor succé. På samma gala gick hederspriserna till Bobbysocks och Rolf Løvland, upphovsmannen till "La det swinge". Albumet släpptes i hela Europa, och även denna blev en succé. Duon lanserades som ett norskt svar på The Andrews Sisters. De fick också vid ett tillfälle sjunga den norska nationalsången i boxningsringen i Las Vegas 1986 när norrmannen Steffen Tangstad boxades mot Michael Spinks. 
1985 tilldelades Bobbysocks Peer Gynt prisen, som varje år delas ut av det norska parlamentet, Stortinget, till någon som anses ha gjort något bra för Norge utomlands. Detta orsakade enorma skriverier på kultursidorna. Vanligtvis delas nämligen priset ut till någon känd politiker, idrottsman eller författare men nu hade det istället delats ut till Bobbysocks. 1986–1987 spelade de in skivan Walkin' on Air i Los Angeles. Albumet som släpptes 1987, blev deras sista, och Bobbysocks upplöstes 1988. Elisabeth Andreassen och Hanne Krogh uppträder dock fortfarande tillsammans ibland.

## Diskografi
Studioalbum
- 1984 – Bobbysocks (återutgivet 1985)
- 1986 – Waiting for the Morning
- 1987 – Walkin' on Air

Singlar
- 1984 – "I Don't Wanna Break My Heart" / "The Booglie-Wooglie Piggy"
- 1985 – "Radio" / "Little By Little"
- 1985 – "Let It Swing" / "La det Swinge"
- 1986 – "Waiting For The Morning" / "Working Heart"
- 1987 – "If I Fall" / "More Than I Can Say"
- 1987 – "Swing it, magister'n" / "Count Me Down"
- 1987 – "Don't Leave Me Here Without You" / "Daddy's Comin' Home"

Samlingsalbum
- 2010 – The Best of Bobbysocks

## Källhänvisningar
1. ↑  The Diggiloo Thrush: Eurovision Song Contest, Sweden 1985
2. ↑  BBC One: Bobbysocks